# Málaga Club de Fútbol
El Málaga Club de Fútbol és un club de futbol professional situat a la ciutat de Màlaga, Andalusia. Milita a la Segona Divisió espanyola.
Des del juny de 2020 el club està dirigit per José María Muñoz un administrador judicial.
Els millors moments del club malagueny es desenvoluparen a l'dècada dels 70, en els primers anys de l'dècada de 2000 i la temporada 2008-09.

## Història

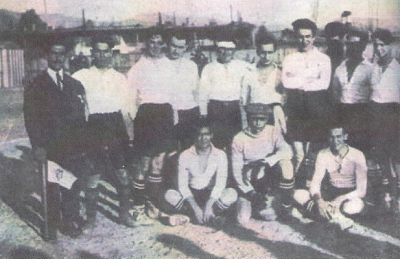
Málaga CF 1922

CD Málaga 1983

A causa de desaparicions i refundacions el club ha tingut al llarg de la història les següents denominacions:
- 1904 - Málaga Football Club (es federa el 1909)
- 1912 - Malagueño Fútbol Club (nou club a la ciutat)
- 1915 - Málaga Football Club (refundat a partir d'una escissió del Malagueño)
- 1919 - Málaga Racing (fusió de Málaga FC i Racing)
- 1921 - Málaga Football Club (nova refundació) / Real Málaga Football Club (nou nom del Málaga FC, des de 1927)
- 1923 - Club Deportivo Malagueño (fusió d'Atlántida, Victoria, España i una escissió del Málaga FC)
- 1929 - Málaga Sport Club (fusió de Real Málaga i Sporting)
- 1933 - Club Deportivo Malacitano (fusió de Málaga SC i CD Malagueño) / Club Deportivo Málaga (nou nom del CD Malacitano, des de 1941)
- 1948 - Club Atlético Malagueño (fundat com a filial del CD Málaga, es desvinculà el 1992 poc abans de la desaparició d'aquest) / Málaga Club de Fútbol (nou nom del CA Malagueño, des de 1994)

Encara que el primer equip de la ciutat de Màlaga es va crear el 1904, no va ser fins a 1923 quan es va fundar l'històric Club Deportivo Málaga. L'actual entitat va ser creada el 1948 sota la denominació de Club Atlético Malagueño i va exercir com a filial de l'esmentat Club Deportivo Málaga fins a la desaparició d'aquest el 1992. Després de prendre el relleu com a equip representatiu malaguista començant des de les categories més baixes, els socis del CA Malagueño van votar pel canvi de denominació a Málaga Club de Fútbol, convertint-se a més en Societat Anònima Esportiva.
A partir de la temporada 1999-2000 el club es va consolidar a la primera divisió amb set temporades seguides. El 27 d'agost de 2002, el club va guanyar la Copa Intertoto de la UEFA, la que donava dret a jugar la Copa de la UEFA (actual Europa League), i va esdevenir el primer club andalús en guanyar un títol oficial europeu. La posterior participació en la Copa de la UEFA fou notable, arribant als quarts de final.
L'any 2006 el club va patir una greu crisi econòmica que el va portar a baixar a la Segona Divisió, i el club fou posat en venda. L'exjugador del club Fernando Sanz Durán va comprar el 97% de les accions de la societat i va esdevenir el nou president del club.
Després de dues temporades a segona el 2008 el club va aconseguir tornar a la primera divisió. Durant la temporada 2008-09 fou elogiat el treball i el joc de l'equip, va ser l'equip revelació i tot i tenir un dels pressupostos més baixos va lluitar per entrar als llocs europeus de la classificació.
El 2009 va ser un any important per l'expansió del club amb la creació de la Fundació Málaga CF i la construcció del museu del club i amb l'obertura de la seu social oficial en el Centre Comercial Vialia-Estació María Zambrano, el Málaga CF Sports Bar, lloc de trobada dels aficionats i de projecció dels partits de l'equip.
El 2010 després d'una dura temporada, el club va aconseguir la permanència a l'última jornada empatant amb el Reial Madrid a La Rosaleda.
En aquest mateix any pel poc poder adquisitiu del club el llavors president Fernando Sanz va buscar inversors a Doha (Qatar) per fer un projecte més ambiciós, establint converses amb el membre de la família reial de Qatar, el xeic Abdullah ben Nasser Al Thani. L'onze de juny de 2010, després de setmanes de negociació, el xeic Abdullah Al Thani va comprar el club.
Amb el nou propietari àrab Fernando Sanz segueix en el club com a president executiu per la seva experiència i per les seves relacions amb els altres clubs espanyols. El nou propietari àrab del club va fer al principi de la temporada una inversió rècord de 20 milions d'euros, i té previst invertir en el club grans quantitats de diners per convertir-lo en un gran equip a l'estil del Manchester City FC, el cub anglès que va comprar un altre membre de la reialesa àrab.

## Plantilla 2024-25
A 20 agost 2024
| N. | Pos. | Nac. | Jugador                                  |
| -- | ---- | --- | ---------------------------------------- |
| 1  | POR  | [[Fitxer:Flag of Spain.svg\|23x15px\|border \|alt=Espanya\|link=Selecció de futbol d'Espanya\|{{#if:\|]]    | Alfonso Herrero (capità)                 |
| 2  | DEF  | [[Fitxer:Flag of Spain.svg\|23x15px\|border \|alt=Espanya\|link=Selecció de futbol d'Espanya\|{{#if:\|]]    | Jokin Gabilondo                          |
| 3  | DEF  | [[Fitxer:Flag of Spain.svg\|23x15px\|border \|alt=Espanya\|link=Selecció de futbol d'Espanya\|{{#if:\|]]    | Carlos Puga                              |
| 4  | DEF  | [[Fitxer:Flag of Spain.svg\|23x15px\|border \|alt=Espanya\|link=Selecció de futbol d'Espanya\|{{#if:\|]]    | Einar Galilea                            |
| 5  | DEF  | [[Fitxer:Flag of Spain.svg\|23x15px\|border \|alt=Espanya\|link=Selecció de futbol d'Espanya\|{{#if:\|]]    | Álex Pastor                              |
| 6  | MIG  | [[Fitxer:Flag of Spain.svg\|23x15px\|border \|alt=Espanya\|link=Selecció de futbol d'Espanya\|{{#if:\|]]    | Ramón                                    |
| 7  | MIG  | [[Fitxer:Flag of Morocco.svg\|23x15px\|border \|alt=Marroc\|link=Selecció de futbol del Marroc\|{{#if:\|]]  | Haitam                                   |
| 8  | MIG  | [[Fitxer:Flag of Spain.svg\|23x15px\|border \|alt=Espanya\|link=Selecció de futbol d'Espanya\|{{#if:\|]]    | Juanpe                                   |
| 9  | DAV  | [[Fitxer:Flag of Croatia.svg\|23x15px\|border \|alt=Croàcia\|link=Selecció de futbol de Croàcia\|{{#if:\|]] | Roko Baturina (cedit pel Gil Vicente FC) |
| 10 | MIG  | [[Fitxer:Flag of Spain.svg\|23x15px\|border \|alt=Espanya\|link=Selecció de futbol d'Espanya\|{{#if:\|]]    | David Larrubia                           |
| 11 | MIG  | [[Fitxer:Flag of Spain.svg\|23x15px\|border \|alt=Espanya\|link=Selecció de futbol d'Espanya\|{{#if:\|]]    | Kevin                                    |
| 12 | MIG  | [[Fitxer:Flag of Spain.svg\|23x15px\|border \|alt=Espanya\|link=Selecció de futbol d'Espanya\|{{#if:\|]]    | Manu Molina                              |
| 13 | POR  | [[Fitxer:Flag of Spain.svg\|23x15px\|border \|alt=Espanya\|link=Selecció de futbol d'Espanya\|{{#if:\|]]    | Carlos López                             |

| N. | Pos. | Nac. | Jugador        |
| -- | ---- | --- | -------------- |
| 14 | DEF  | [[Fitxer:Flag of Spain.svg\|23x15px\|border \|alt=Espanya\|link=Selecció de futbol d'Espanya\|{{#if:\|]]       | Víctor García  |
| 15 | DEF  | [[Fitxer:Flag of Mali.svg\|23x15px\|border \|alt=Mali\|link=Selecció de futbol de Mali\|{{#if:\|]]             | Moussa Diarra  |
| 16 | DEF  | [[Fitxer:Flag of Spain.svg\|23x15px\|border \|alt=Espanya\|link=Selecció de futbol d'Espanya\|{{#if:\|]]       | Diego Murillo  |
| 17 | DAV  | [[Fitxer:Flag of Spain.svg\|23x15px\|border \|alt=Espanya\|link=Selecció de futbol d'Espanya\|{{#if:\|]]       | Dioni          |
| 18 | DEF  | [[Fitxer:Flag of Spain.svg\|23x15px\|border \|alt=Espanya\|link=Selecció de futbol d'Espanya\|{{#if:\|]]       | Dani Sánchez   |
| 19 | MIG  | [[Fitxer:Flag of Spain.svg\|23x15px\|border \|alt=Espanya\|link=Selecció de futbol d'Espanya\|{{#if:\|]]       | Luismi         |
| 20 | DEF  | [[Fitxer:Flag of Portugal.svg\|23x15px\|border \|alt=Portugal\|link=Selecció de futbol de Portugal\|{{#if:\|]] | Nélson Monte   |
| 21 | MIG  | [[Fitxer:Flag of Spain.svg\|23x15px\|border \|alt=Espanya\|link=Selecció de futbol d'Espanya\|{{#if:\|]]       | Juan Hernández |
| 22 | MIG  | [[Fitxer:Flag of Spain.svg\|23x15px\|border \|alt=Espanya\|link=Selecció de futbol d'Espanya\|{{#if:\|]]       | Dani Lorenzo   |
| 23 | MIG  | [[Fitxer:Flag of Spain.svg\|23x15px\|border \|alt=Espanya\|link=Selecció de futbol d'Espanya\|{{#if:\|]]       | Luca Sangalli  |
| 24 | MIG  | [[Fitxer:Flag of Spain.svg\|23x15px\|border \|alt=Espanya\|link=Selecció de futbol d'Espanya\|{{#if:\|]]       | Julen Lobete   |
| —  | DAV  | [[Fitxer:Flag of Spain.svg\|23x15px\|border \|alt=Espanya\|link=Selecció de futbol d'Espanya\|{{#if:\|]]       | Sergio Castel  |

### Equip filial
| N. | Pos. | Nac. | Jugador     |
| -- | ---- | --- | ----------- |
| 26 | MIG  | [[Fitxer:Flag of Spain.svg\|23x15px\|border \|alt=Espanya\|link=Selecció de futbol d'Espanya\|{{#if:\|]] | Antoñito    |
| 27 | DAV  | [[Fitxer:Flag of Spain.svg\|23x15px\|border \|alt=Espanya\|link=Selecció de futbol d'Espanya\|{{#if:\|]] | Chupete     |
| 29 | DEF  | [[Fitxer:Flag of Spain.svg\|23x15px\|border \|alt=Espanya\|link=Selecció de futbol d'Espanya\|{{#if:\|]] | Izan Merino |

| N. | Pos. | Nac. | Jugador         |
| -- | ---- | --- | --------------- |
| 30 | POR  | [[Fitxer:Flag of Spain.svg\|23x15px\|border \|alt=Espanya\|link=Selecció de futbol d'Espanya\|{{#if:\|]]                   | Andrés Céspedes |
| 35 | MIG  | [[Fitxer:Flag of Ireland.svg\|23x15px\|border \|alt=Irlanda\|link=Selecció de futbol de la República d'Irlanda\|{{#if:\|]] | Aarón Ochoa     |

## Palmarès
- 1 Copa Intertoto (2002)
- 1 Campionat de segona divisió (1998-99)
- 5 Trofeo Ciudad de Torcal (1998, 1999, 2000, 2004, 2005)
- 8 Trofeo Costa del Sol (1963, 1971, 1974, 2005, 2008, 2010, 2011, 2012)